# エダウチチヂミザサ
エダウチチヂミザサ Oplismenus compositus (L.) はイネ科の植物の1つ。チヂミザサに似ているが、穂の横枝がよく発達する。

## 特徴
地上を長く這う多年生の草本。茎は地上を這って伸び、節ごとに根を下ろし、まばらに枝分かれして広がり、花を付ける茎は直立して伸び、高さ20～30cmになる。全体にチヂミザサに比べて毛が少なく、あるいはほぼ無毛である。葉は披針形で扁平、長さ3～10cm、幅1～2cm、チヂミザサより大きく、無毛か多少毛があり、葉面は波打つが浅い。葉舌は1mm以下。葉鞘は滑らかで、毛がないのが普通だが先端近くから葉身の基部に掛けてはまばらに毛が生えている。
花期は10月頃で、花序は茎の先端に出て直立し、長さは10～20cmとチヂミザサよりやや大きめ(チヂミザサでは6～12cm)で、柱軸は3稜形でほぼ毛がない。6～10本の横枝が出て、横枝は長くて斜め上に向く。横枝の長いものは2～5cm、ときに8cmに達し、まばらに小穂がついて、小穂の数は数個から多いものでは20個くらい着いている。小穂は緑色で、ときに紫色に染まり、長さは3～3.5mm、その形態や構造はチヂミザサとほぼ同じである。小穂には粘りけのある護頴が3本あり、これは第1包頴、第2包頴、第1小花の護頴のもので、第1包頴のものが一番長く、この点もチヂミザサと同じである。

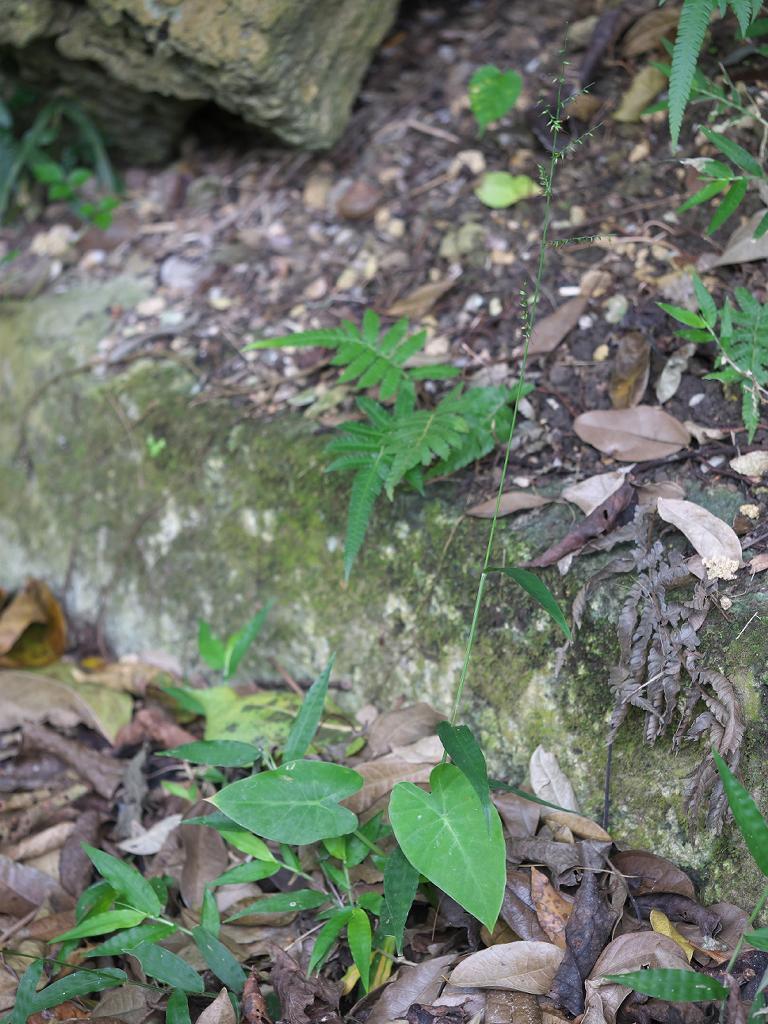
全体の姿
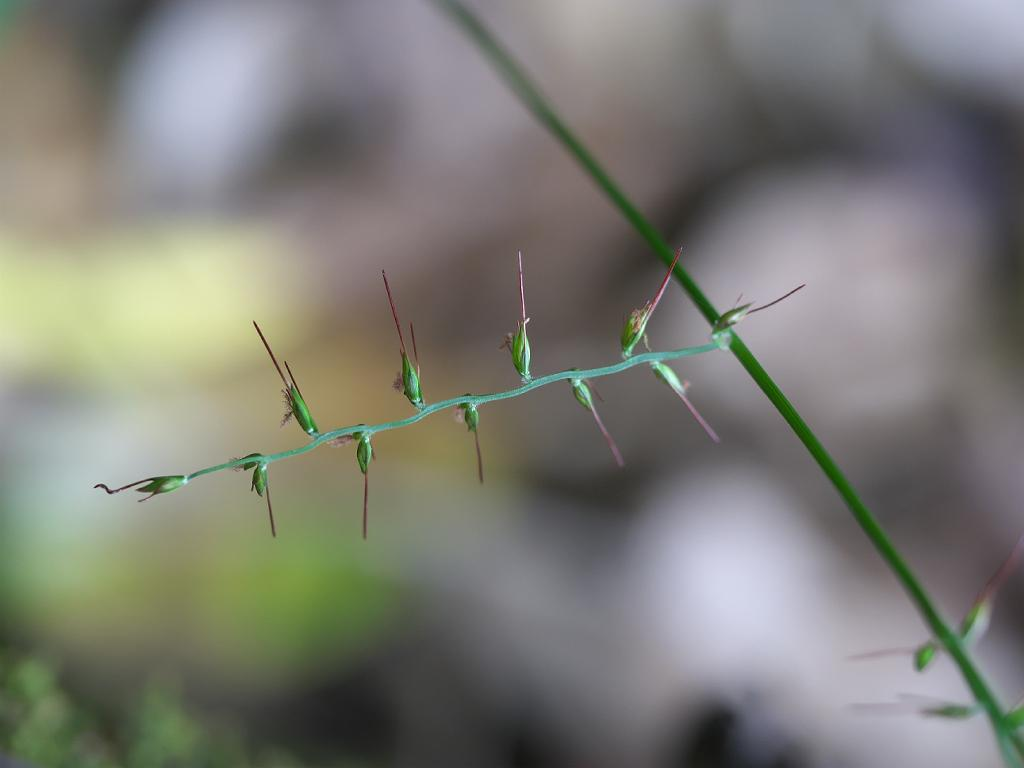
花序の枝の1つ

## 分布と生育環境
日本では本州には産しないが伊豆七島にはあり、本土では四国南部と九州、それに小笠原諸島と南西諸島に見られる。国外では中国南部、台湾から旧世界の熱帯域全般に見られる。
林縁や道ばた、木陰などに生える。

## 分類と近似種など
チヂミザサ属には世界の暖帯域に5種ほどがあり、日本では2種ないし3種がある。日本本土ではそのほとんどの地域で本種が存在しないので区別に困難はなく、九州の一部と本土以南の島嶼域で複数種が共存している。
このうちで本土でごく普通なチヂミザサ O. undulatifolius は花序の横枝がほとんど伸びないことで区別される。実際にはチヂミザサにも横枝はあるが、普通は短くて長くても1.5cm程度に小穂がせいぜい数個、最大で8個程度しか着かず、また本種に比べて密に着くこと、それに主軸に直接につくように見える小穂があることなどが判別点となる。
より本種に似ているのはダイトンチヂミザサ O. aemulus で、この種は本種に似ているが葉鞘と花序に直立する長い毛が多いこと、花序の小穂の付き方がより密である点で区別されるが、本種と区別しない意見もある。初島(1975)や長田(1993)はこれを本種の変種 var. intermedia としている。

### 変種
本種もチヂミザサと同様に種内の変異が多く、アラゲチヂミザサ var. owatarii は花序の主軸に毛があるもので、奄美以南にあるが、本種とこれを区別しない説もある。また上記のようにダイトンチヂミザサも本種の変種として扱われることがある。
より明確に区別できるのはオオバチヂミザサ var. patens で、葉が大きく、また質が厚くて縁はほぼ波打たず、また小穂の第2小花の護頴の先端が短い芒状に突き出るという点でも区別できる。この変種は屋久島から台湾にかけて見られる。長田(1993)はこの変種を本種の南方型と言い、他方で U. Scholz による全世界にわたる研究の結果を引きつつ、この変種こそが本来のこの種であり、基本変種としているものをその北方型の変種と見た方が良いかも知れないとのべ、その書における扱いは日本での従来の扱いを踏襲した、としている。

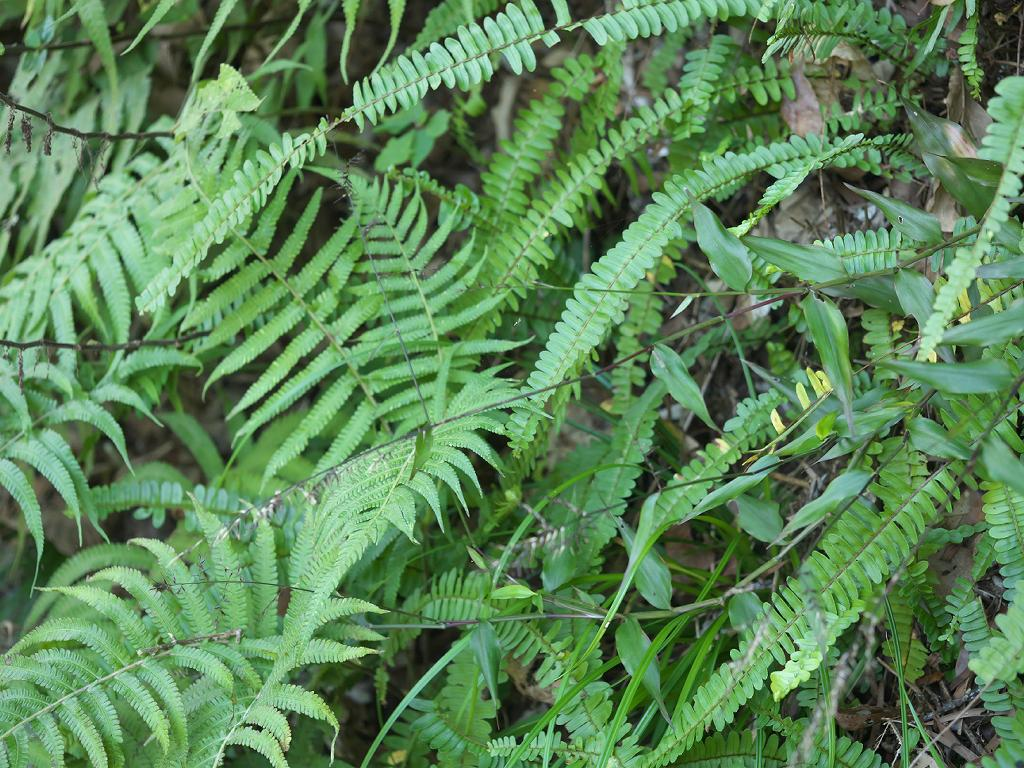
オオバチヂミザサ 葉と茎
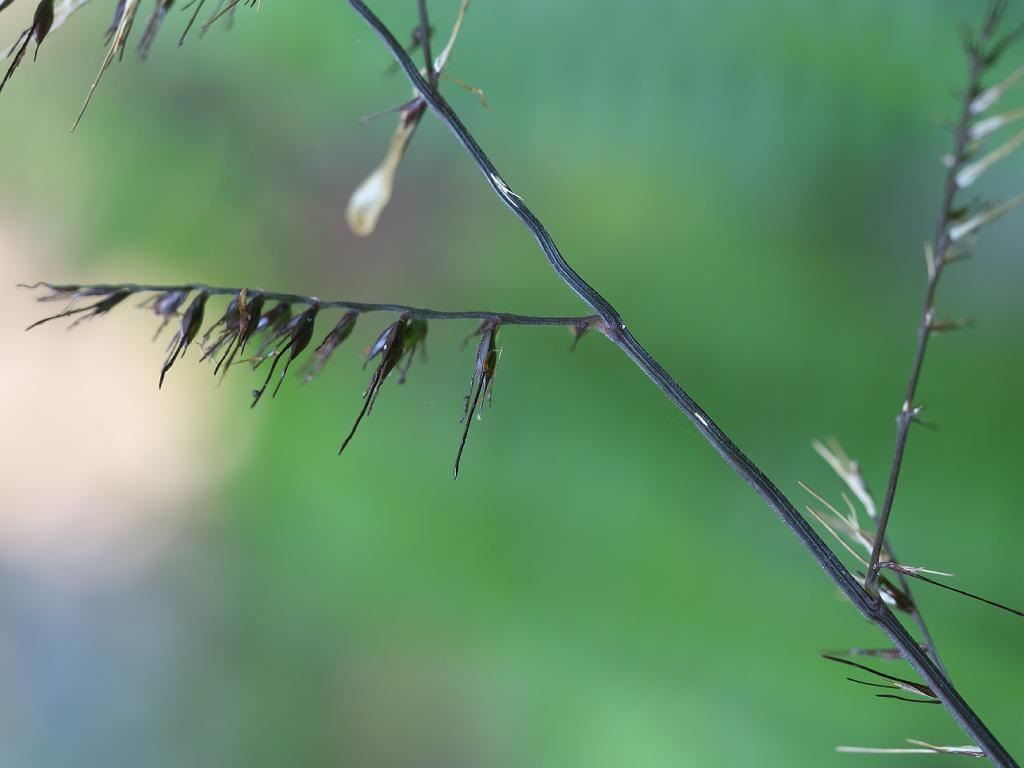
同・花序の枝

## 利害
チヂミザサと同様、本種も小穂の芒に粘りがあり、果実が熟すると衣服等に張り付いてくる、いわゆるひっつき虫になる。

## 保護の状況
環境省のレッドデータブックに指定はないが、県別では千葉県で絶滅危惧II類の指定がされている。